# 구창모 (가수)
구창모(具昌謨, 1954년 4월 27일 ~ )는 대한민국의 가수이자 기업인이다. 본관은 능성.

## 학력
- 배재고등학교
- 홍익대학교 전자전기공학 학사

## 연예 활동
1978년 블랙테트라 2기 멤버로 TBC 제1회 해변가요제에 출전, 《구름과 나》라는 노래로 우수상을 받았으며, 1981년부터 1985년까지 송골매의 리드 보컬이었다. 송골매 탈퇴 후 발표한《희나리》,《문을 열어》등의 노래가 인기를 끌었다. 희나리의 번안곡인《기허풍우(幾許風雨)》는 홍콩 영화《영웅본색》에 나오기도 하였다.

## 사업 활동
1990년 가요계의 'PD사건' 스캔들로 검찰 조사를 받은 적이 있었고, 그로 인한 충격 여파로 인해 그는 돌연 가요계를 은퇴하였다. 1991년 카자흐스탄 아시아가요제에 우연히 초청을 받고 무대에 선 것이 계기가 되어 카자흐스탄 알마티에서 사업가로서 새로운 인생을 시작하여, 2005년 키르기스스탄에서 현지 최대 규모의 아파트를 건설하기도 했다. 2017년 7월 12일 SBS 라디오 '최백호의 낭만시대'에 출연하여 키르기스스탄에서 골프장 사업을 진행 중이라고 근황을 밝혔다.

## 음반
- 1978년 - 제 1회 TBC 해변가요제
- 1979년 - 블랙 테트라 1집 《열대어》
- 1982년 - 송골매 2집

이 음반에 수록된 〈어쩌다 마주친 그대〉·〈다시 한번〉·〈내 마음의 꽃〉을 작곡했다.
- 1983년 - 송골매 3집
- 1984년 - 송골매 4집
- 1985년 - 구창모 1집 《發》
- 1986년 - 구창모 2집 《飛》
- 1987년 - 구창모 3집 《感》
- 1988년 - 구창모 4집 - 《슬픈연정》
- 1989년 - 구창모 5집 - 《Kju:zik》

## CF
- 1982년 해태제과 (매치매치바, 폴라포) - 당시인 음악 그룹 송골매와 함께 출연.
- 1984년 삼양식품 삼양 1분면 - 당시인 음악 그룹 송골매와 함께 출연.
- 1986년 롯데칠성음료 칠성사이다
- 1986년 쌍방울 SYT 캐주얼*스포츠 웨어

## 수상
- 1978년 - 동양방송 해변가요제 우수상
- 1981년 - 한국방송·문화방송 10대 가수상
- 1982년 - 한국방송 10대 가수상 최고 그룹사운드 부문
- 1985년 - 한국방송·문화방송 10대 가수상
- 1988년 - 문화방송 10대 가수상

### 가요 프로그램 1위
| 연도            | 수상 내역 (총 11회) |
| --------------- | --- |
| 1985년 (총 5회) | - 희나리 (총 5회) - 9월 18일 KBS 《가요톱텐》 1위 - 9월 25일 KBS 《가요톱텐》 1위 - 10월 2일 KBS 《가요톱텐》 1위 - 10월 9일 KBS 《가요톱텐》 1위 - 10월 16일 KBS 《가요톱텐》 1위 (5주 연속) (골든컵)            |
| 1986년 (총 5회) | - 아픈만큼 성숙해지고 (총 5회) - 8월 20일 KBS 《가요톱텐》 1위 - 8월 27일 KBS 《가요톱텐》 1위 - 9월 3일 KBS 《가요톱텐》 1위 - 9월 10일 KBS 《가요톱텐》 1위 - 9월 24일 KBS 《가요톱텐》 1위 (5주 연속) (골든컵) |
| 1987년 (총 1회) | - 방황 (총 1회) - 1월 7일 KBS 《가요톱텐》 1위 |

## 출연 영화
- 1982년 - 《갈채》
- 1982년 - 《대학 얄개》
- 1983년 - 《송골매 모두 다 사랑하리》
- 1983년 - 《대학 들개》
- 1985년 - 《춤추는 청춘대학》